# Droit de prééminence
«  Prééminence » redirige ici. Ne pas confondre avec Proéminence.
Le droit de prééminence ou Prééminences d'église est un droit seigneurial surtout honorifique, qui permettait à ceux qui en jouissaient, généralement les seigneurs, d'avoir des places réservées dans une église, une chapelle ou une abbaye, au premier rang de la nef, et même souvent dans le chœur. Ce droit était souvent accordé à la suite d'une charte de fondation (ou d'une donation) effectué au profit du sanctuaire concerné.
- Droit de patronage : le droit de patronage est un ensemble de droits appartenant au fondateur d'une église ou d'une chapelle et à ses descendants ou celui qui a doté cette église. L'élément le plus représentatif est celui de présenter le clerc chargé d'assurer le service de l'église et qui jouissait à ce titre des revenus correspondants, le bénéfice[1]. Au haut Moyen Âge de nombreux seigneurs s'adjugèrent le droit de désigner les desservants des églises. Avec la réforme grégorienne, de nombreux laïcs rétrocédèrent ce droit à l'Église souvent au profit d'abbayes et de monastères. Les fondateurs de chapellenies dans les grands édifices conserveront leur droit de patronage pour désigner les desservant de ces chapelles.
- Droit de banc ou d'escabeau avec accoudoir
- Droit à une tombe dans le chœur ou un enfeu seigneurial
- Droit aux armoiries dans les vitraux ou sculptées sur la façade
- Droit de litres, lors des enterrements.